# Chrysostome Libote
Chrysostome Libote, né en 1595 et décédé le 26 mars 1675  à Liège, est un frère mineur capucin liégeois ; son guide de l'oraison mentale illustre les permanences et les mutations de la spiritualité franciscaine, au cours du XVIIe siècle, en Wallonie. 

## Biographie

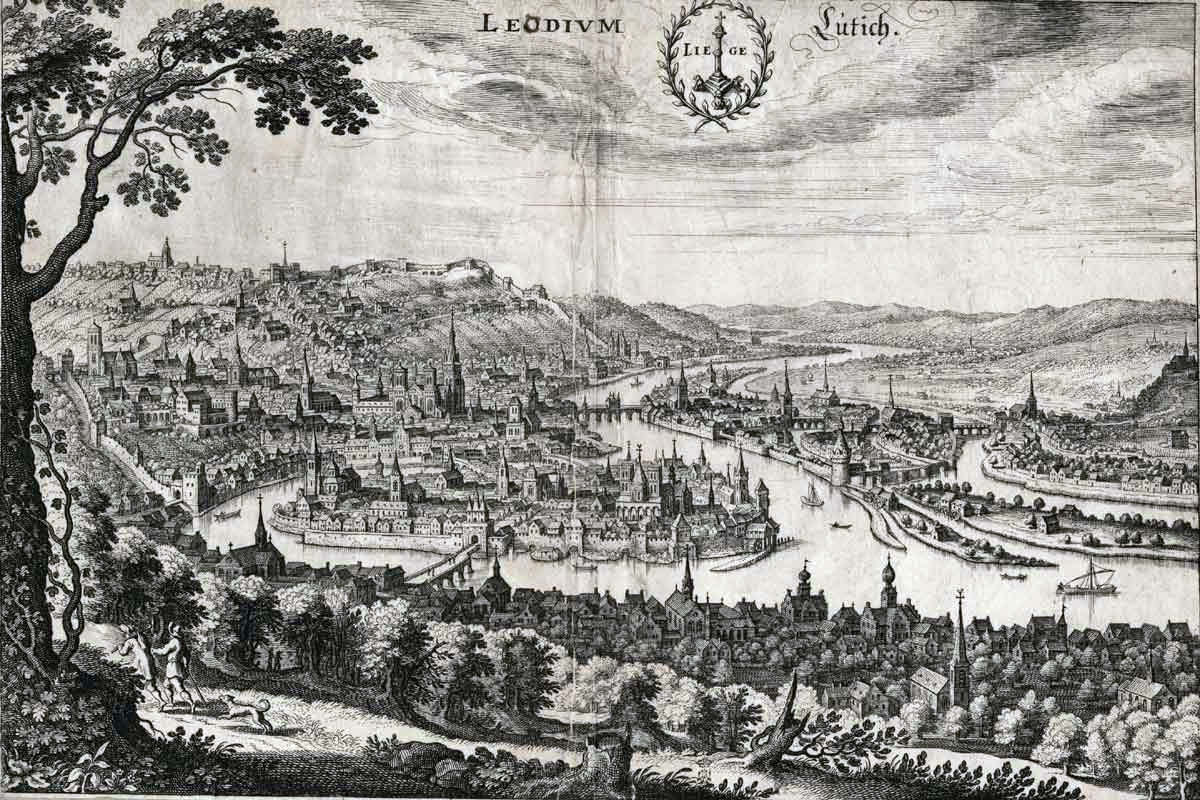
Liège vers 1650

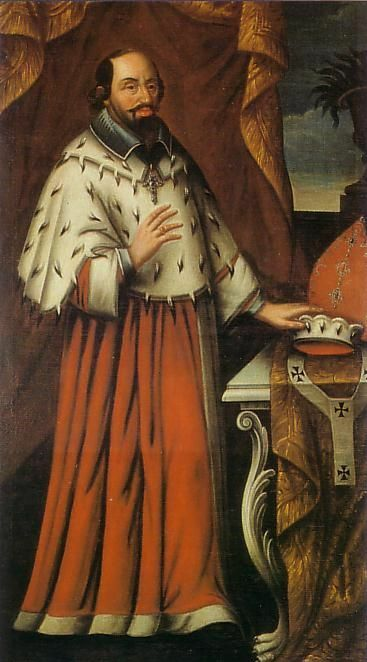
Ferdinand de Bavière (1577-1650)

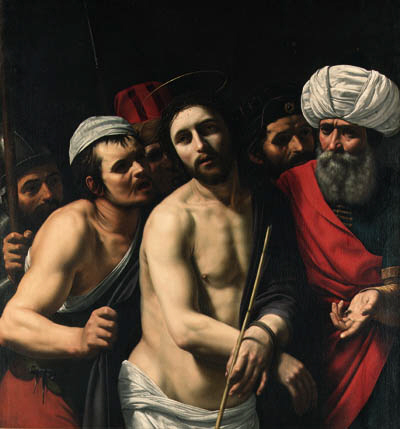
Un peintre liégeois contemporain : Gérard Douffet (1594-1660)

Né à Liège, Chrysostome Libote entre chez les capucins de la province wallonne vers 1616, sous le nom de Chrysostome de Liège; en 1632, il reçoit à Bruxelles la charge officielle de prédicateur, avant de passer la plus grande partie de son existence dans la Cité ardente, où il décède, le 26 mars 1675. 
Il aura donc été le témoin de la  mise en pratique des décisions du Concile de Trente dans la principauté de Liège, alors dirigée par le prince-évêque Ernest de Bavière, puis sous le neveu de celui-ci, Ferdinand de Bavière, qui installa et protégea nombre de communautés religieuses à cet effet. Il est également contemporain de la lutte parfois sanglante qui opposa, dans la cité, les Chiroux (conservateurs et partisans de l'Espagne) aux Grignoux (parti populaire, favorable à la France), entre 1633 et 1649. 
Libote ne doit pas être confondu avec un autre Chrysostome de Liège, le capucin Henri Madoghen (1562-1629), qui fut son confesseur.

## Spiritualité

### Guide de l'oraison mentale
En 1660 paraît à Liège un in-quarto de neuf cent quarante-cinq pages, intitulé Flambeau des vertus esclairant l'âme dévote en l'exercice d'oraison mentale, pour l'acheminer à Jésus-Christ crucifié, et la conformer à sa mort et passion. Il s'agit du seul ouvrage publié par l'auteur, dans lequel il retrace le chemin à suivre pour parvenir, par l'oraison mentale, à la perfection ascétique et à la fruition mystique. Ce chemin est jalonné de trois étapes : la préparation, la méditation proprement dite, et enfin ce que Chrysostome appelle l'action. La préparation nécessite trois types de dispositions : certaines sont à acquérir, comme la pureté de conscience ou la mortification des affections désordonnées; d'autres sont plus aisément accessibles, comme la tenue du corps en présence de Dieu ; d'autres encore peuvent passer pour immédiates, comme la prise de conscience de la présence divine. Une fois assurées ces dispositions, l'on peut passer à la méditation, que l'auteur définit de la manière suivante : un entretien de l'esprit animé par la grâce divine, ou encore, un discours de l'entendement éclairé par une lumière surnaturelle et recherchant la connaissance du mystère; en l'occurrence, il préconise de prendre la Passion du Christ comme base de cette opération. Cette phase de la méditation trouve son dépassement dans l'action, laquelle contient toutes les affections de l'âme culminant dans l'amour. Il ne s'agit ici ni d'une simple connaissance du mystère médité, ni d'une pure spéculation, ni - ainsi que le terme pourrait le faire croire - d'un quelconque agir extérieur. On parle d'action parce que la méditation, en suscitant l'amour, atteint son but lorsqu'elle débouche sur un acte surnaturel, qui rend le méditant conforme aux mystères à l'œuvre dans la vie du Christ, cette conformation constituant la perfection de l'existence chrétienne.

### Spiritualité franciscaine
Le Flambeau reprend les trois plus importantes caractéristiques de la spiritualité franciscaine : rigueur ascétique, considération de la Passion de Jésus et primat de la volonté sur la connaissance. À cet égard, le dépassement de la science par l'amour est caractéristique de l'orientation bonaventurienne des capucins, par ailleurs soucieux de rendre la contemplation accessible à tous. Cependant, lorsque l'on compare cet ouvrage à ceux composés par les capucins belges et français dans la première moitié du XVIIe siècle, on se rend compte des distances prises ici par rapport à la mystique de l'essence de grande ampleur, qui fait le fond des œuvres d'un Benoît de Canfield, d'un Constantin de Barbanson ou d'un Jean-Evangéliste de Bois-le-Duc. De ce point de vue, le Flambeau s'apparente bien davantage à toute une littérature espagnole du XVIe siècle, dans laquelle se sont illustrés les franciscains de l'Observance, à commencer par Alonso de Madrid ou Francisco de Osuna. À leur suite, Chrysostome détaille méthodiquement les différentes voies de l'oraison mentale, particulièrement dans l'Abrégé de dix-huit pages, qui conclut le volume. Loin du fougueux théocentrisme et de l'apophatisme développés au début du siècle, on assiste, dans la deuxième partie du XVIIe, à une sorte de repli de la spiritualité sur la pratique de la présence de Dieu, le culte eucharistique et la dévotion à la Croix, l'accent n'étant plus mis sur la divinisation mystique mais sur le perfectionnement ascétique et moral.

### Œuvre
- Flambeau des vertus esclairant l'âme devote en l'exercice d'oraison mentale, pour l'acheminer à Jésus-Christ crucifié, et la conformer à sa mort et passion (Liège, C. Ouwerx, 1660)

### Étude
- J.-P. Tytgat, Libote, Chrysostome, in Dictionnaire de spiritualité ascétique et mystique, tome IX, Paris, Beauchesne, 1976, p. 838-839.